# Oravița
Oravița (în română 1924: Oravița Montană, maghiară Oravicabánya, mai demult Németoravica, în germană Deutsch-Orawitz) este un oraș în județul Caraș-Severin, Banat, România, format din localitățile componente Ciclova Montană, Marila și Oravița (reședința), și din satele Agadici, Brădișoru de Jos, Broșteni și Răchitova. Are o populație de 15.564 locuitori.

## Așezare geografică
Așezarea Oraviței la întretăierea drumurilor Reșița-Anina, Moldova-Bozovici și la îmbinarea șesului cu dealul, cunoaște o notă specifică de dezvoltare reliefată rând pe rând atât de peisajul natural cât și de cel urbanistic, căci pe lângă frumusețea naturală a locurilor împrejmuitoare, trebuie amintit faptul că această așezare omenească se remarca de la primele ei începuturi ca un centru industrial. Orașul se află în apropierea paralelei 45. Este înconjurat de dealuri ca Tâlva Mare, Tâlva Mică, Colilia, Prisaca, Dealul Mare, Lup, Rol, Marila, de o înălțime mai mică, relieful înalt fiind reprezentat de Munții Aninei. Situându-se în sud-vestul țării, Oravița se bucură de influența climei mediteraneene. Aici iernile sunt mai blânde, primăverile mai timpurii, verile mai lungi, toamnele mai plăcute. Totuși în anumite perioade ale anului, se face simțit vântul „Coșava” care uneori ajunge și la 140 km/h. 
Varietatea reliefului și o climă blândă condiționează o vegetație specifică acestei regiuni. De aceea unele specii rare ale florei și vegetației din Rezervația naturală Oravița-Ciclova sunt protejate prin lege încă din secolul trecut. Asemenea specii rare cresc și în parcul natural din mijlocul orașului, precum și în Grădina de Tir, care încă mai are aspectul unei grădini botanice, prin varietatea speciilor de arbori. Aici se găsesc: „arborele pagodelor, castanul comestibil, varietăți de stejar și pin, maclura originară din preria americană, smochinul, magnolia, arborele-mamut originar din California, abanosul, rarități de tisa, tuia, alunul turcesc....
Poziția încântătoare a Oraviței cu păduri bogate, cu stânci pleșuve, cu ape limpezi, l-a determinat pe Iosif Vulcan să-i cânte frumusețea în versurile publicate în Familia (revistă) nr. 38 din 11 octombrie 1874

## Istoric
Prima atestare documentară cu actualul nume este din 1697 în Conscriptia lui Marsigli. Urme de locuire se găsesc însă începând cu perioada neolitică, continuând cu perioada daco-romană, când în zonă au existat exploatări miniere, și pe toată perioada evului mediu fiind suficiente mărturii asupra unei așezări cu diferite nume Arva, Haram, Chery sau Orovcakk.
Primele începuturi ale acestei localități sunt conjugate cu tendințele de dezvoltare a mineritului încă din vremea romanilor. În Istoria românilor din cele mai vechi timpuri și până astăzi, se menționează: „În Munții Apuseni, erau opt centre de exploatare a aurului cele mai însemnate din toată Dacia... alte două în Banat la Sasca și Moldova.", iar profesorul universitar Victor Stanciu amintește Oravița printre localitățile din care romanii exploatau aurul.
Un alt argument privind vechimea Oraviței este și numele de origine veche slavă: „Pentru susținerea acestei dovezi se poate aminti că în județul Arva în Slovacia există un râu și o cetate cu numele Orava a cărei formă diminutivă este Oravița. Tot în acest județ sunt râuri și localități cu aceeași numire ca și în Bosnia, care numire corespunde cuvântului slav „ora", "diosd" (în lb. maghiară)". Acest termen în limba română se traduce „nucet", „dumbravă cu nuci". Probabil că denumirea orașului a fost influențată și de clima mai dulce din vestul țării, care permite creșterea nucilor și a liliacului ce se găsesc din abundență aici.
Oravița s-a format prin unirea Oraviței Montane cu Oravița Română. În perioada interbelică, Oravița a fost reședința județului Caraș.

## Demografie
Componența etnică a orașului Oravița
     Români (80,59%)
     Romi (3,11%)
     Alte etnii (1,1%)
     Necunoscută (15,19%)
Componența confesională a orașului Oravița
     Ortodocși (74,1%)
     Romano-catolici (3,16%)
     Penticostali (3,09%)
     Baptiști (1,75%)
     Alte religii (2,04%)
     Necunoscută (15,86%)
Conform recensământului efectuat în 2021, populația orașului Oravița se ridică la 9.346 de locuitori, în scădere față de recensământul anterior din 2011, când fuseseră înregistrați 11.382 de locuitori. Majoritatea locuitorilor sunt români (80,59%), cu o minoritate de romi (3,11%), iar pentru 15,19% nu se cunoaște apartenența etnică. Din punct de vedere confesional, majoritatea locuitorilor sunt ortodocși (74,1%), cu minorități de romano-catolici (3,16%), penticostali (3,09%) și baptiști (1,75%), iar pentru 15,86% nu se cunoaște apartenența confesională.
|  | Graficele sunt indisponibile din cauza unor probleme tehnice. Mai multe informații se găsesc la Phabricator și la wiki-ul MediaWiki. |

Date: Recensăminte sau birourile de statistică - grafică realizată de Wikipedia

## Politică
Orașul Oravița este administrat de un primar și un consiliu local compus din 17 consilieri. Primarul, Dumitru Ursu[*], de la Partidul Social Democrat, este în funcție din 2012. Începând cu alegerile locale din 2024, consiliul local are următoarea componență pe partide politice:
|  | Partid                          | Consilieri | Componența Consiliului | Componența Consiliului | Componența Consiliului | Componența Consiliului | Componența Consiliului | Componența Consiliului | Componența Consiliului | Componența Consiliului |
|  | ------------------------------- | ---------- | ---------------------- | ---------------------- | ---------------------- | ---------------------- | ---------------------- | ---------------------- | ---------------------- | ---------------------- |
|  | Partidul Social Democrat        | 8          |                        |                        |                        |                        |                        |                        |                        |                        |
|  | Alianța pentru Unirea Românilor | 3          |                        |                        |                        |                        |                        |                        |                        |                        |
|  | Partidul S.O.S. România         | 2          |                        |                        |                        |                        |                        |                        |                        |                        |
|  | Partidul Național Liberal       | 2          |                        |                        |                        |                        |                        |                        |                        |                        |
|  | Uniunea Salvați România         | 1          |                        |                        |                        |                        |                        |                        |                        |                        |
|  | Butan Sebastian-Daniel          | 1          |                        |                        |                        |                        |                        |                        |                        |                        |

### Primari
- din 2012: Dumitru Ursu (PSD)

## Stemă
Stema orașului Oravița se compune dintr-un scut triunghiular cu marginile rotunjite, tăiat. În câmpul superior, de argint, se află o cortină roșie, pe care broșează două măști acolate, de teatru, reprezentând simbolic tragedia și comedia, ambele de argint. În vârful scutului, pe fond albastru, broșează o terasă verde, pe care se află un viaduct de cale ferată, de argint. Scutul este timbrat de o coroană murală de argint cu trei turnuri crenelate.

### Semnificațiile elementelor însumate
Cele două măști și cortina amintesc de activitatea teatrală tradițională, în această localitate aflându-se Teatrul "Mihai Eminescu", cel mai vechi teatru din Banat, construit în anul 1817 și care astăzi adăpostește Muzeul Culturii Cărășene. Viaductul de cale ferată este un element de arhitectură specific acestor locuri. Terasa curbată arată prezența unui relief colinar, localitatea aflându-se la poalele Munților Aninei. Coroana murală cu trei turnuri crenelate semnifică faptul ca localitatea are rangul de oraș.

## Economie
Cum s-a arătat mai înainte, încă de la primele ei începuturi, Oravița s-a afirmat ca un centru industrial. În afară de aur, ca bogăție a subsolului acestui oraș, a fost arama. Minele de aramă din Oravița și Ciclova Montană au fost exploatate în timpul stăpânirii turcești cât și în timpul stăpânirii austriece. În anul 1717, după victoria prințului Eugen de Savoya, Banatul care în 1522 fusese ocupat de turci în urma căderii Timișoarei, trece sub stăpânire austriacă. Împăratul Carol al VI-lea și mai târziu fiica sa Maria Therezia dau privilegii care atrag specialiștii mineri din toate provinciile Austriei în ținutul montanistic al cărui centru era Oravița. Primii coloniști au locuit în comuna vecină Ciclova, fiindcă aceasta, în urma recensământului din 1717, avea 166 de case, în timp ce Oravița avea doar 77 de case. Abia in 1720, curtea imperială din Viena aprobă spesele ca să se clădească în Oravița locuințe pentru coloniști. Exploatarea minelor a trecut în anul 1742 în grija unor cooperații miniere care au dobândit dreptul de a se administra independent. Fr. Griselini în "Istoria Banatului Timișan", menționează că aceste asociații își duceau minereurile la Oravița unde se executau lucrările de fabricare a aramei și că in districtul acesta se produceau într-un an 2000-3000 de măji de aramă (majă-veche unitate de măsură pentru greutăți, variind după epoci și regiuni între 50 de kg. și 100 de ocale, conform "Dicționarului explicativ al limbii române"), pe lângă ce se trimitea în Austria pentru separarea argintului, când argintul era în cantități suficiente. Lucrările "de fabricațiune a aramei până ce acest metal devine ca marfă pentru comerț se fac în uzinele din Oravița, unde asociațiunile își duc minereurile lor" . 

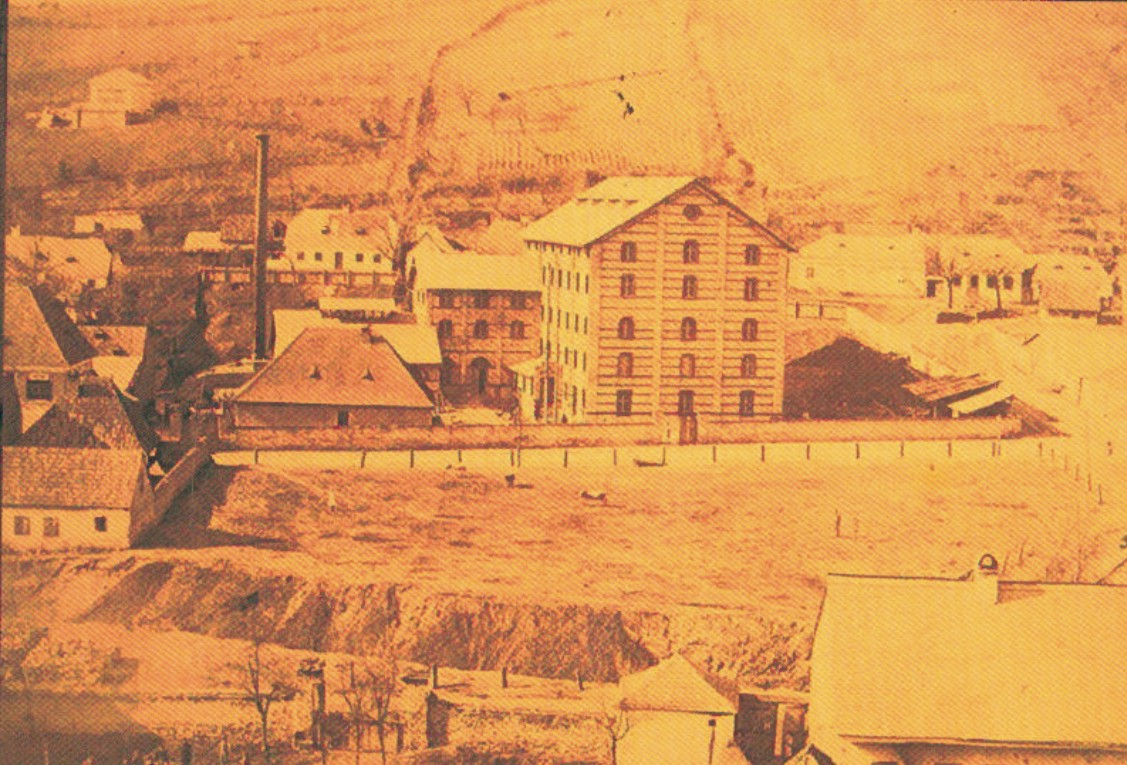
Moara de foc (1873)

Se vorbea despre pustiirea turcească din 1737-1739, când în urma unui război cu turcii, prin pacea de la Belgrad din 1739, Austria pierde Banatul Sârbesc și Banatul Craiovei. "Populațiunea fu apucată de groază și mulți coloniști aduși o luară la fugă, iar întreprinderile industriale începute sub Mercy începură a stagna și a se dizolva" . Nu trebuie să se înțeleagă că prin colonizările făcute în Banat sau datorită unor anumite împrejurări istorice, s-a ajuns la depopularea acestei părți a țării. În realitate, populația băștinașă a continuat să existe, fapt pe care îl argumentează și conferențiarul Aurel Țintă.
Crescând producția de fier, aramă, argint și aur se resimte lipsa de muncitori. Din nou vor fi aduși coloniști, dar de data aceasta din Oltenia și Muntenia. Aceștia erau lemnari, cărbunari și cărăuși. Băștinașii din Caraș se ocupau cu agricultura și cu creșterea vitelor. Înmulțindu-se brațele de muncă și existând o oarecare diversificare a muncii, standardul de viață crește simțindu-se nevoia unui comerț intens cu care se vor ocupa în special românii macedoneni care au emigrat în Oravița în 1760-1770. Aceștia pot fi socotiți ca cea de a treia ramură a coloniștilor care se stabilesc în Oravița timp de 53 de ani, din 1717 până în 1770.
Monedele erau aduse din Austria, iar o parte erau făcute în monetăria din Alba Iulia din arama județului Caraș. Fiind insuficiente pentru satisfacerea vieții economice, Viena în 1815, înființează printr-un decret imperial în suburbana Oraviței, Ciclova, o monetărie sau "bănărie", cum i se spunea atunci. Florinii austrieci emiși aici au fost marcați cu semnul "O" (Oravicabánya).

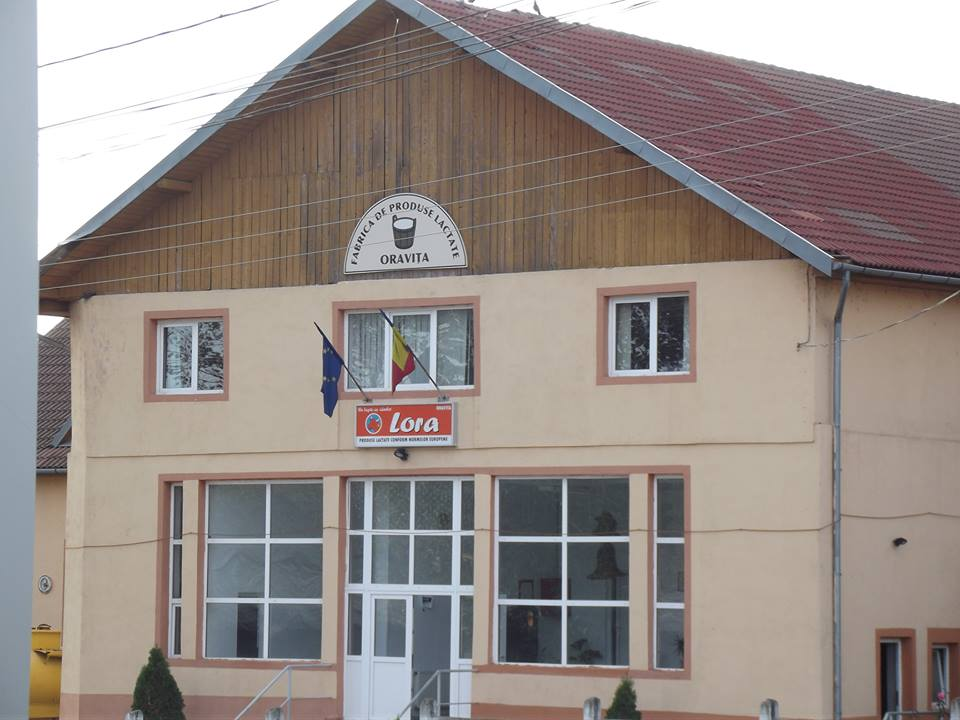
Fabrica de produse lactate

Oravița a jucat un rol însemnat nu numai în industria mineritului, dar și în relațiile comerciale primind medalii și aprecieri la expozițiile industriale și comerciale organizate în diferite centre din străinătate. Astfel "șlibovița de munte și portul românesc expuse la Philadelphia au plăcut unui comerciant din New-York, încât acesta a cumpărat toate obiectele expuse, făcând o comandă mai mare pentru șliboviță". Acest fapt demonstrează că Oravița se făcuse cunoscută în străinătate. Tradiția mineritului a continuat în această zonă, cea mai veche întreprindere din oraș fiind I.M.B. (Întreprinderea Minieră Banat) care are o activitate redusă față de perioada când minele de la Ciudanovița și Lișava erau în plină producție. În ultimul timp au luat naștere firme, printre care S.C. Normarom Industries S.R.L., care se ocupă de prelucrarea lemnului. Fabrica de produse lactate prelucrează și comercializează laptele. S.C. Nico S.R.L. activează în domeniul brutăriei, comerțului și alimentației publice. De alimentația publică, de comerț și de construcții se ocupă firma S,C.Help-Trans S.R.L. În Zona Gării există un supermarket pentru deservirea populației (LIDL). Așa cum în unele localități se găsesc filiale ale unor concerne industriale din Europa și în Oravița a luat naștere o filială a concernului Autoliv care se ocupă de sistemele de siguranță a pasagerilor (volane, centuri de siguranță).

## Realizări în premieră

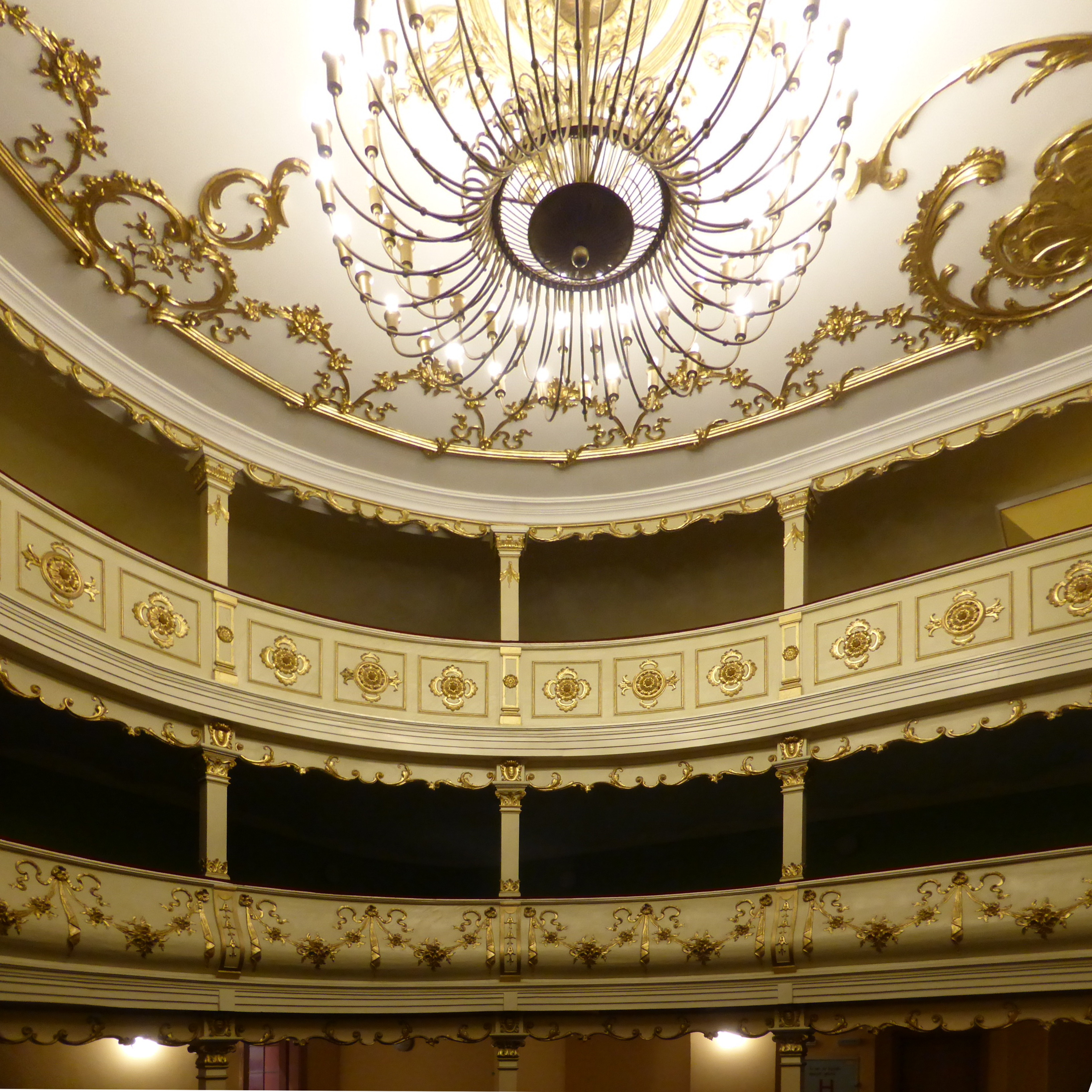
Interiorul teatrului Mihai Eminescu

Clădirea Teatrului din Oravița a fost construită în stil baroc vienez în anii 1816-1817.
Calea ferată Oravița – Baziaș a fost prima cale ferată construită pe cuprinsul României, dată în funcțiune la 20 august 1854.
În prezent linia mai este funcțională doar pe sectorul Oravița – Iam.

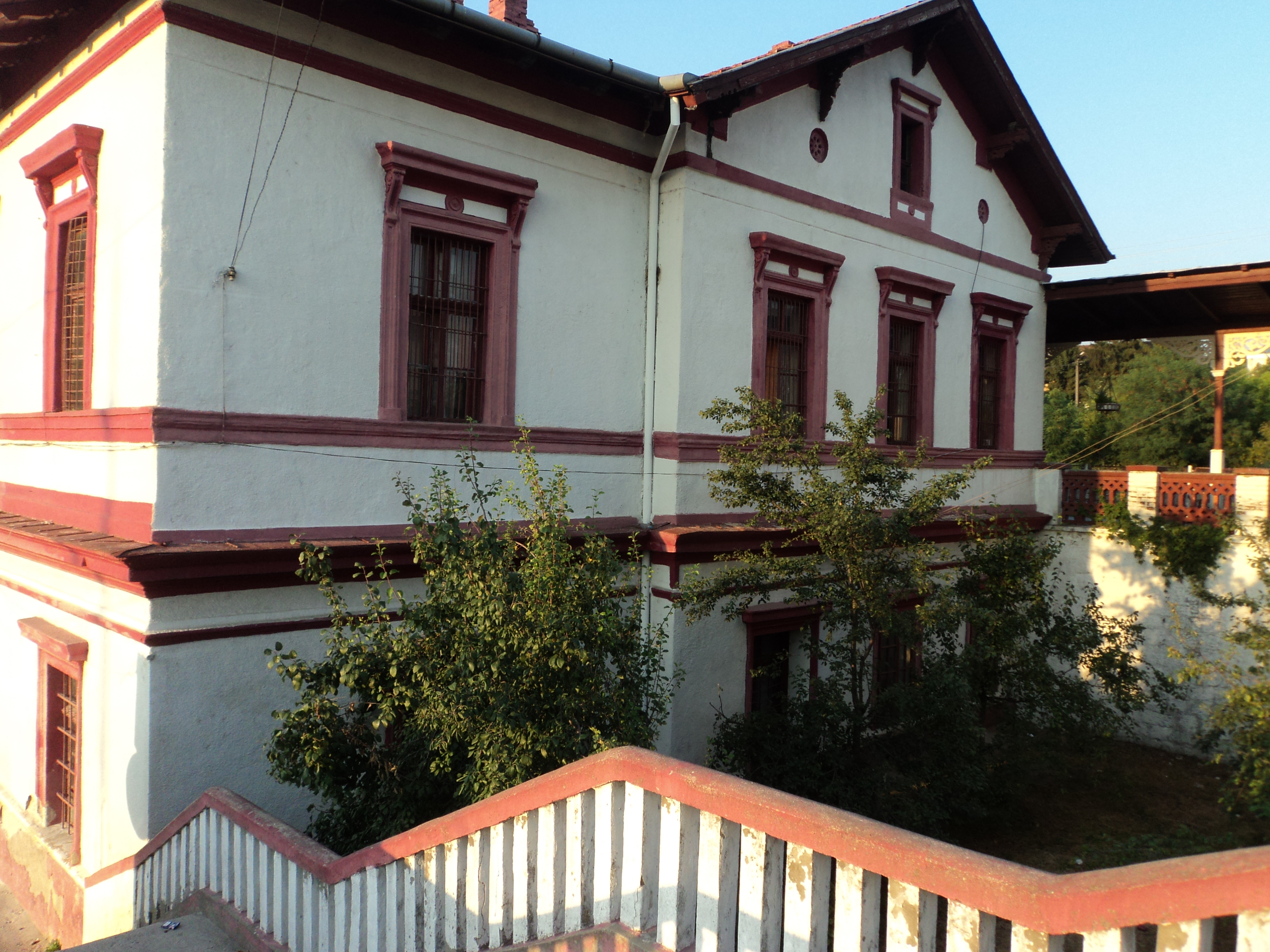
Cea mai veche gară din țară. Are peronul la etajul I

Calea ferată Oravița – Anina este una din cele mai frumoase linii de cale ferată din Europa, doar că nu este pusă deloc în valoare. A fost dată în folosință în anul 1863 și este cea mai veche linie ferată montană din România. O caracteristică a gării din Oravița, este aceea că are peronul la primul etaj.
Primele baraje de greutate din Romania construite în perioada 1723–1733 pentru spălarea minereurilor pe pârârul Oravița, cunoscute sub numele de Lacul Mare și Lacul MIc.
Cea mai veche farmacie montanistică, „La Vulturul Negru”, fondată în 1793 și atestată din 1796, conform plăcii montate la intrare, se află la str. 1 Decembrie 1918 nr. 17.

## Cultură
Viața culturală a Oraviței s-a impus printr-un trecut bogat privind realizările din acest domeniu. La inaugurarea teatrului din Oravița au participat împăratul și împărăteasa Austriei, Francisc I și Carolina Augusta, care au fost găzduiți la Hotelul Imperial, 7-10 octombrie 1817.

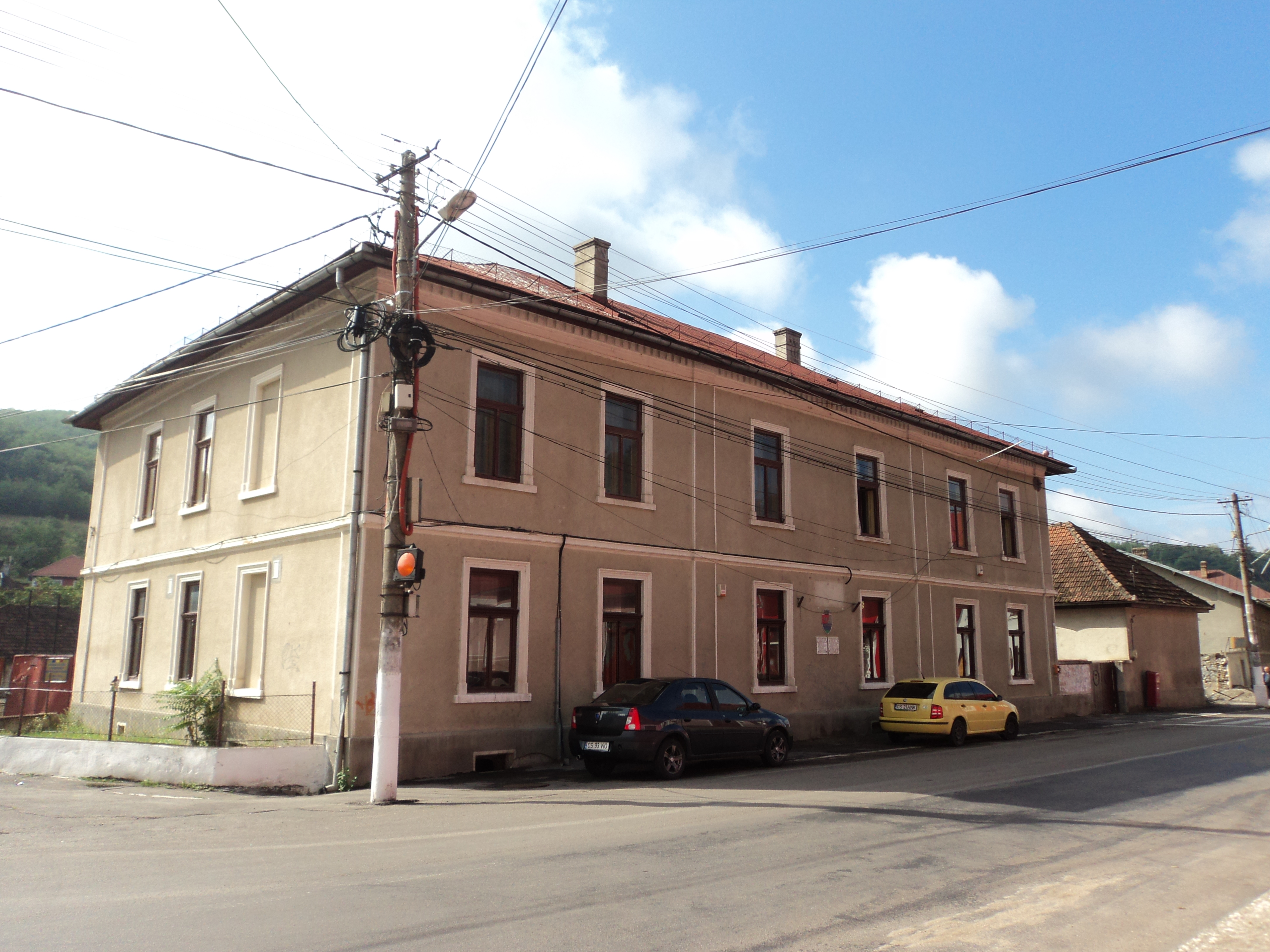
Clădirea fostului Hotel Imperial

Pe scena acestui teatru s-au perindat trupe din Austria, Germania, Ungaria, de la Teatrul Național din București. Aici au fost prezenți oameni de seamă ca M. Eminescu și G. Enescu. Revenind la realizările în premieră, trebuie amintit că în sala teatrului din Oravița, s-a prezentat pentru prima oară opereta românească "Crai Nou" de Ciprian Porumbescu ca mai târziu să-i fie oferită lui I. L. Caragiale pentru Teatru Național din București.
Azi, în clădirea teatrului se găsește Muzeul de istorie a teatrului și a orașului Oravița care cuprinde mai multe secții: istorie, geografie istorică, etnografie-folclor, arhiva documentară și biblioteca "Sim. Sam. Moldovan-Ionel Bota" de carte și presă veche. În anul 1968, a luat ființă expoziția permanentă de istoria culturii care a fost reorganizată în anii 1973 și 1982.

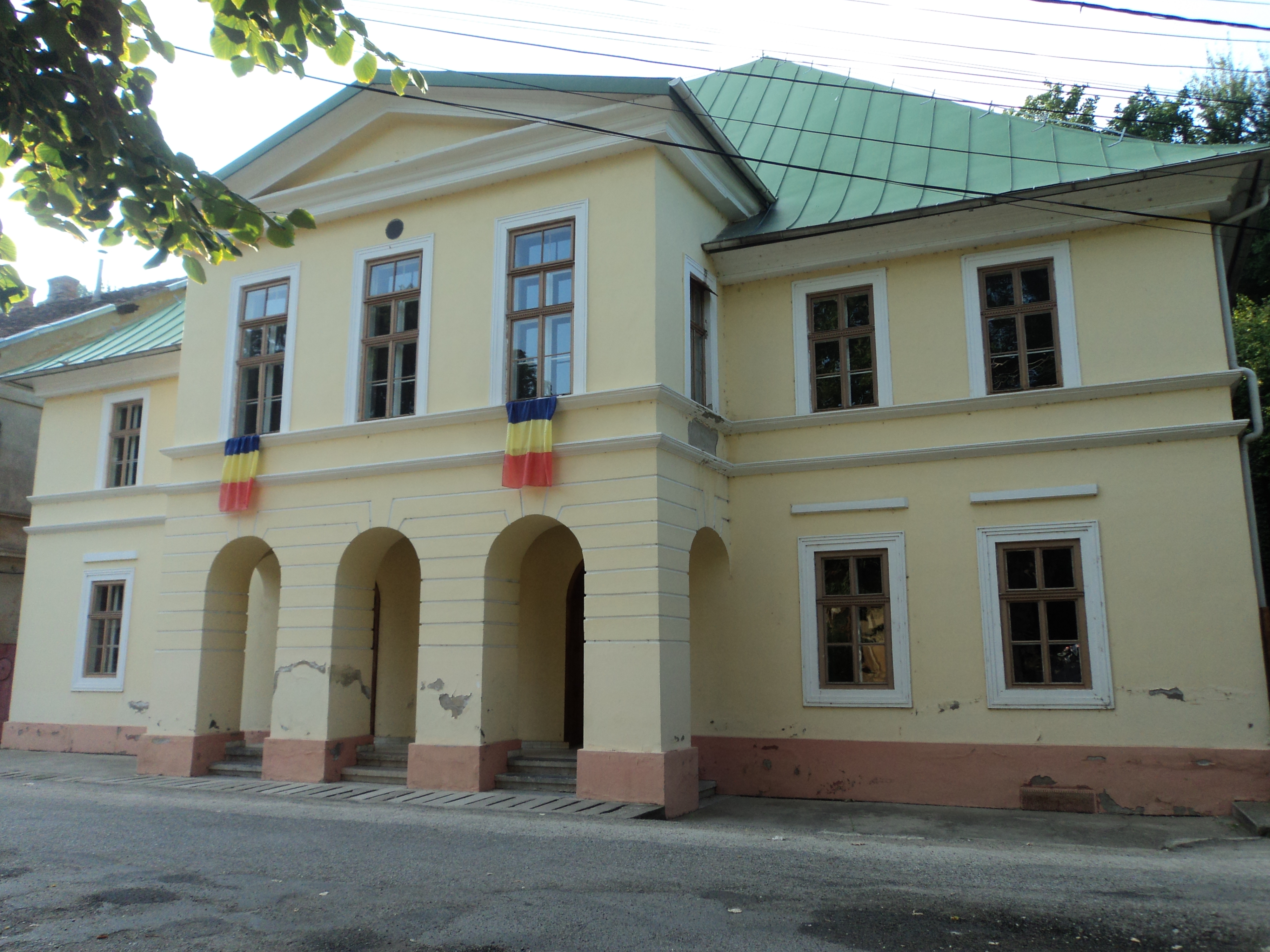
Cel mai vechi teatru din Banat

În cadrul acestei expoziții se găsesc tipărituri, manuscrise, afișe și documente, costume ,recuzită, accesorii. Printre piesele de excepție, se remarcă lista originală de subscripție pentru construirea teatrului (1817), și afișele trupei G. A. Petculescu, prima trupă profesională din Ardeal și Banat.
Viața muzicală a orașului ia avânt prin crearea Reuniunii de Muzică și Cânt cu sediul în clădirea teatrului. Muzicieni vestiți instrumentiști și soliști din țară și de peste hotare și-au ținut concertele aici. Nu trebuie uitată contribuția deosebită a Liceului "Drăgălina" din localitate prin corul de elevi cu o veche tradiție. Nicolae Lighezan, întâi învățător, apoi profesor de muzică la acest liceu, timp de 35 de ani a cules doine, cântece, melodii, hore strigături din Banat cuprinse în cele patru volume ale sale. "Izvorâtă dintr-o fierbinte dragoste pentru poporul nostru muncitor, sârguincioasa activitate a dascălului de muzică de la Oravița a fost animată de conștiința valorii deosebite a creației artistice populare și de teama că tezaurul folcloric s-ar putea pierde"  În sala teatrului au loc întâlniri cu scriitori din zonă și din restul țării, prezentări de carte, conferințe. Avându-se în vedere poziționarea geografică, istorică, socială, culturală a orașului s-a înființat asociația culturală "Mittel Europa" sub egida căreia apare revista "Foaia Oraviței".
Manifestările culturale se desfășoară și la Casa de Cultură care are conducere separată. Formațiile artistice dau spectacole în oraș și în alte localități. Se organizează concursuri de dans și muzică populară. Aici își desfășoară activitatea ansamblul de cântece și dansuri "Hora Carașului" care promovează suite de dansuri tradiționale din mai multe zone ale țării, în timp ce ansamblul țigănesc "Porumbeii de aur" promovează folclorul și datinile etniei romilor. În cadrul Casei de Cultură, funcționează cenaclul literar "Pană cărășană", al cărui nume a fost sugerat de poetul Gheorghe Azap. Membrii acestui cenaclu își aduc contribuția la revista "Confluențe".
Nu este lipsită de interes organizarea taberelor de vară ale pictorilor din toată țara care pictează în jurul Oraviței, unde peisajele sunt încântătoare și nici activitatea grupului de speologi din Caraș care anual se întâlnesc cu speologi din toată țara și fac cercetări în acest domeniu. Cele arătate mai sus dovedesc că viața culturală a orașului include mobilizarea talentelor din zonă, din restul țării, de peste hotare pentru a prezenta orăvițenilor și nu numai, valorile culturii care să-i bucure pe toți deopotrivă, indiferent de vârstă, religie, categorie socială, etnie, ca un liant al armoniei oamenilor.

### Educație
Primele începuturi ale procesului de educație se pierd în negura veacurilor, când Banatul se găsea sub influența marilor puteri. Crescând producția de fier, aramă, argint și aur în această zonă și resimțindu-se lipsa de muncitori, au fost aduși coloniști în trei rânduri care se stabilesc în Oravița timp de 53 de ani, din 1717 până în 1770. Pentru educarea și instruirea copiilor muncitorilor colonizați aici, guvernul din Viena decide să se deschidă o școală primară la Oravița. Aceasta este prima școală din ținutul Oraviței și Timișoarei, deci din această parte a Banatului. Limba germană a fost limba de predare în această școală. Pentru copiii români se înființează și o școală românească.
În 1793, după decapitarea regelui Ludovic al XVI-lea și instaurarea terorii în Franța, Austria avea nevoie de tunuri, muniții, ceea ce face ca exploatarea minieră să devină bănoasă. Viena trimite în aceste locuri funcționari administrativi. Se simte tot mai mult nevoia unei școli medii. De aceea Viena a aprobat ca în Oravița să se creeze o școală latină care, probabil din lipsă de fonduri, se menține doar până în 1854, "când după o frumoasă activitate de 61 de ani a încetat de a mai funcționa".
După înfrângerile suferite în 1866 în bătălia de la Königgrätz, împăratul Austriei caută să se împace cu ungurii. Dictatura austriacă se ameliorează în urma acestui fapt. Ca urmare a împăcării, funcționarii austrieci se retrag și sunt înlocuiți cu funcționari unguri. Școala latină a fost desființată, rămânând numai școala primară de limbă germană. În felul acesta populația Oraviței și cea din jur s-a văzut lipsită de o școală secundară fiind nevoită să se îngrijească singură de educația copiilor. Astfel a angajat și a plătit pe profesorul Iosif Vrabeț care a avut pregătirea necesară pentru a instrui elevii ca să facă față la examenele de la școlile de stat. Așa a luat naștere școala particulară sau gimnaziul particular al lui Vrabeț care a funcționat din 1854 până în 1872.
Populația nemulțumită cere din nou înființarea a unei școli. După insistențe și tergiversări, primăria Oraviței primește la 30 decembrie 1872 de la ministerul din Budapesta un ordin de înființare a școlii civile cu 6 clase. În 25 februarie 1873 președintele comisiei școlare Francisc Wittmann face cunoscut că "deschiderea clasei I de la școala civilă va avea loc în 6 martie 1873" . Cu toate acestea, din zi în zi, s-a făcut tot mai simțită necesitatea înființării unui liceu. Deputatul Oraviței Iosif Siegescu luptă pentru înființarea unui liceu de stat. Orăvițenii au hotărât înființarea unui liceu comunal oferind acestuia banii votați de comună. Deoarece comuna nu putea susține două școli secundare, s-a hotărât desființarea școlii civile, iar averea ei care de fapt era proprietatea comunei să treacă la noul institut de învățământ. Această hotărâre este aprobată în ședința plenară a județului Caraș-Severin din 15 mai 1913, iar Ministerul Instrucțiunii Publice din Ungaria prin ordinul nr.27639/1913 aprobă ca liceul să se deschidă la 15 septembrie 1913 . 

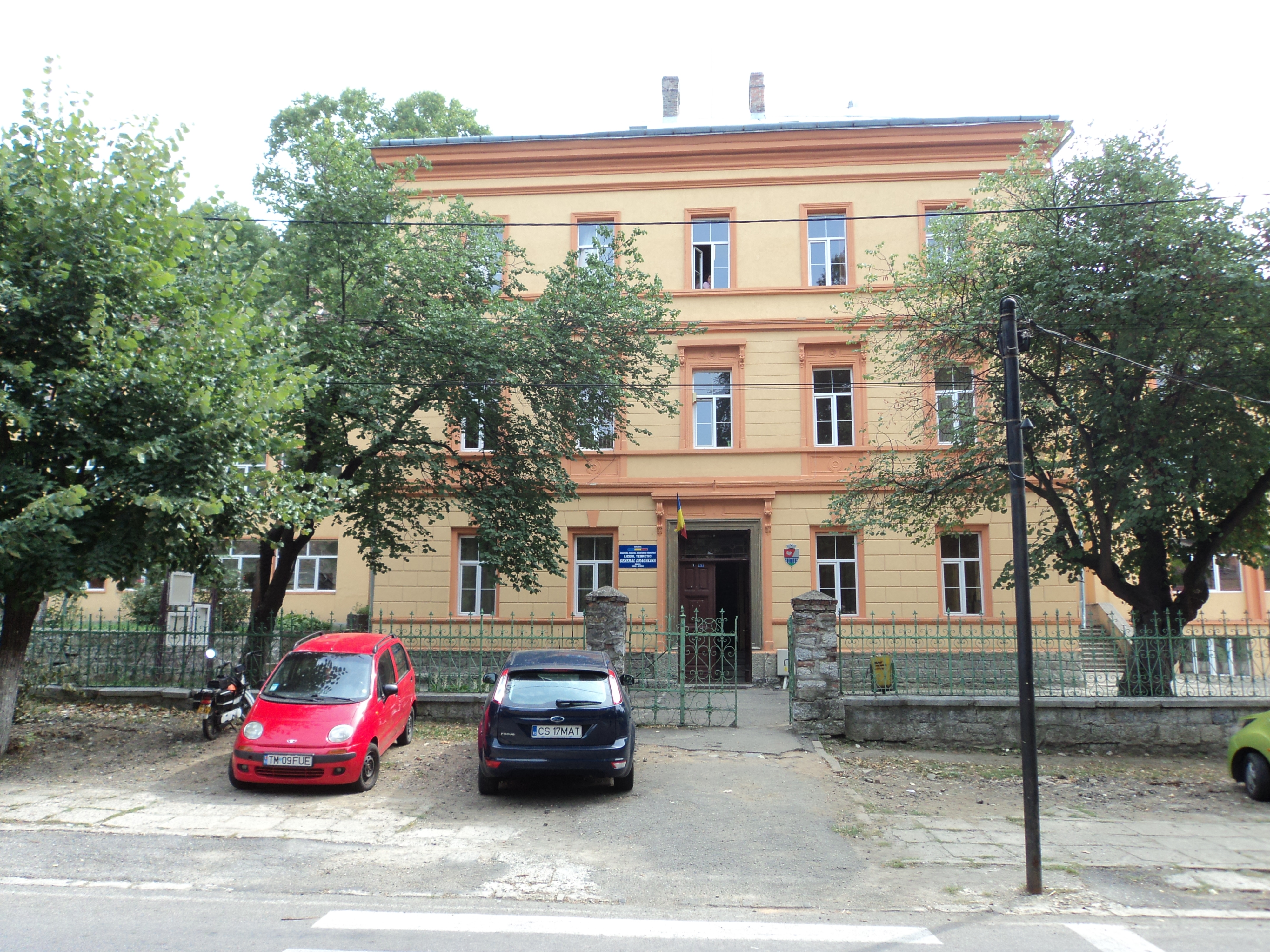
Liceul „Ion Dragalina”

În felul acesta școala civilă maghiară a fost transformată în liceu maghiar cu opt clase care s-au înființat rând pe rând, cu fiecare an. În 1918, realizându-se statul național unitar, în acest liceu, ca și în restul Banatului, se va folosi limba română ca limbă de predare dând posibilitate majorității elevilor să-și însușească toate cunoștințele prin intermediul limbii materne. Acesta este azi, Liceul teoretic "General Dragalina" cu profil real și profil uman.
Pe lângă acest liceu, mai există în oraș următoarele instituții de învățământ:
- Grupul școlar agricol cu secțiile: Servicii, Resurse materiale (Agricultură, Mecanică agricolă, Industrie textilă și Pielării) și Protecția mediului). Din anul 2012, acest liceu se numește Liceul Tehnologic "MIHAI NOVAC" și școlarizează elevi în domeniile Economic, Resurse Naturale și Protecția Mediului, Mecanică agricolă și Agricultură.
- Școala cu clasele I-VIII nr.1 "Romul Ladea"
- Școala cu clasele I-IV nr. 2. Această școală nu mai există, ea fiind inclusă în cadrul Liceului Teoretic ”GENRAL DRAGALINA”.
- Școala cu clasele I-VIII nr. 3, cu denumirea actuală de Școala Gimnazială nr. 3 Oravița, este structură a Liceului Tehnologic „Mihai Novac”.
- Școala de muzică cu secțiile: Instrumente, Pian, Vioară, Clarinet, Oboi, Flaut. Această școală este inclusă, de asemenea, în cadrul Liceului Tehnologic „Mihai Novac”, desfășurându-și activitatea în noua clădire a Școlii Gimnaziale nr. 3 Oravița.

### Sănătatea

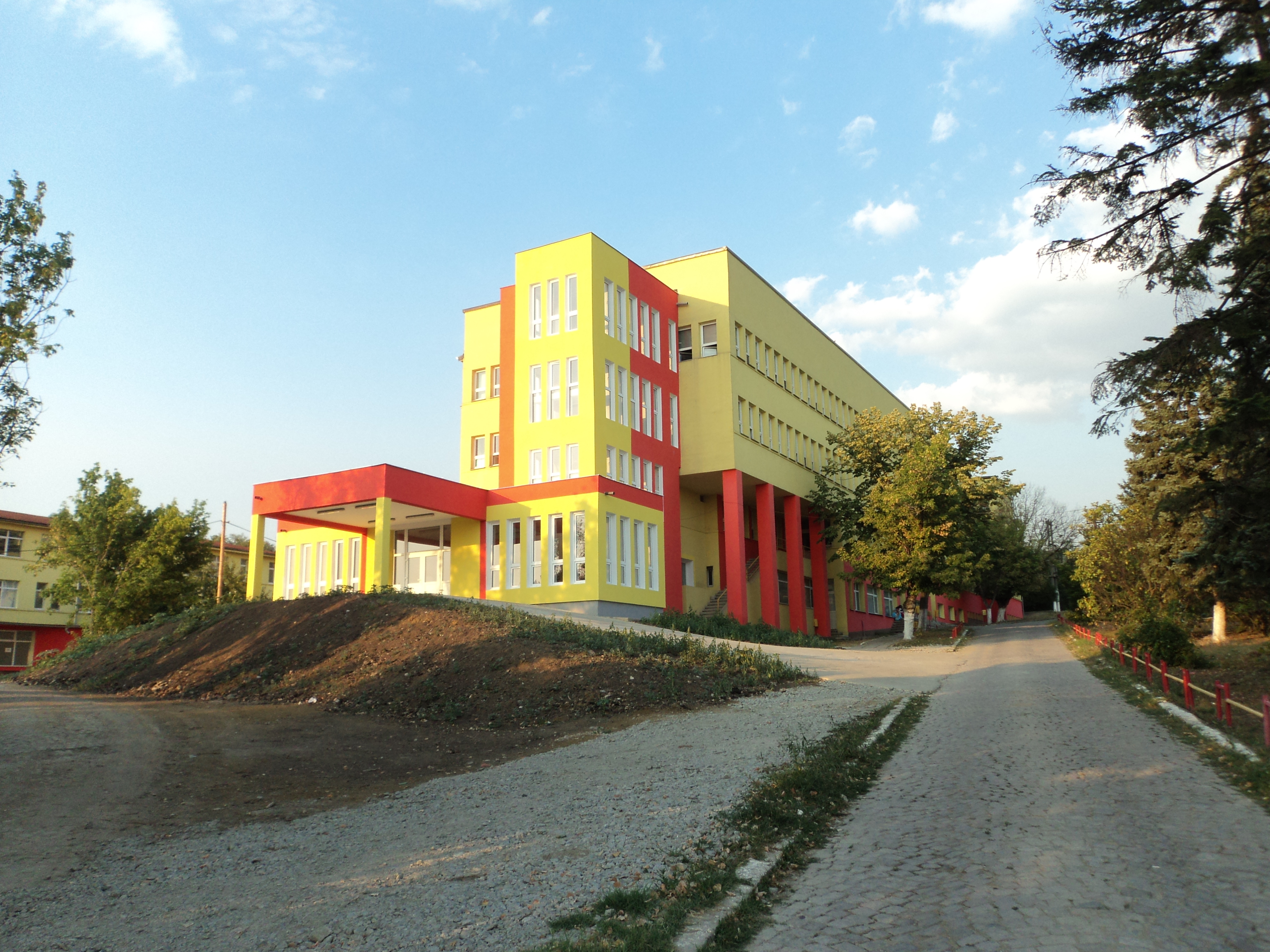
Spitalul orășenesc

În oraș există un spital care deservește populația localnică, cea din localitățile aparținătoare și din localitățile apropiate. La acest spital funcționează secțiile: Interne, Chirurgie (în cadrul secției funcționează compartimentul Ortopedie- traumatologie) și compartimentele A.T.I.(Anestezie, terapie intensivă), Pediatrie, Obstetrică-ginecologie, Nou născuți. Pe lângă această unitate de sănătate, populația beneficiază de Sanatoriul Marila care are ca secții T.B.C. și Cronici. Există dispensare urbane și un centru de recuperare și reabilitare a persoanelor cu handicap.

### Oameni de seamă

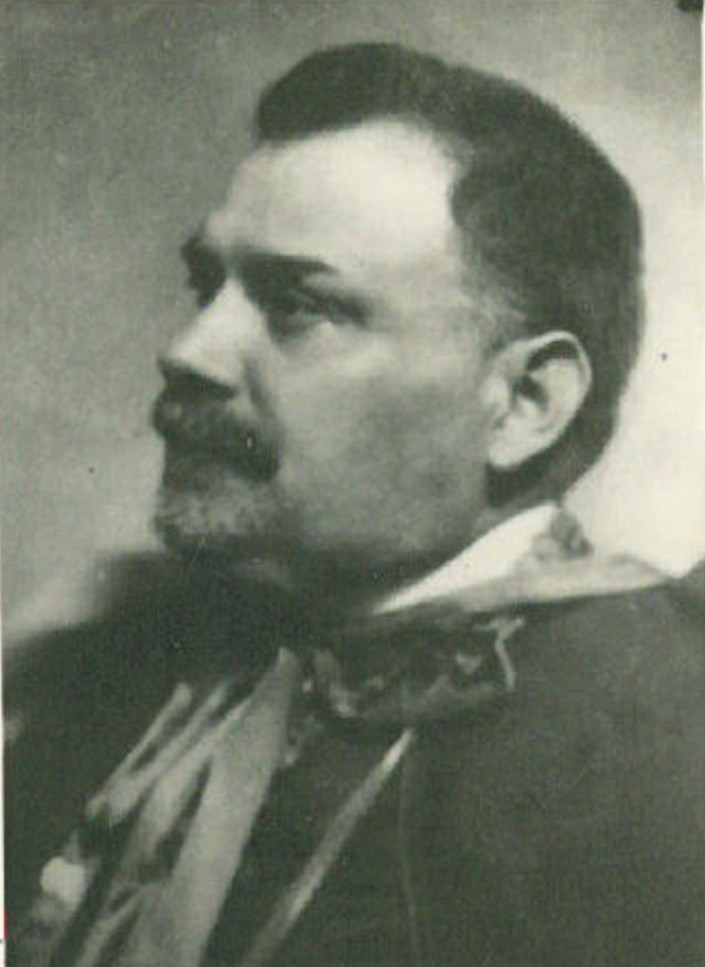
Iosif Siegescu

- Farmaciștii din familia Knoblauch au înființat în anul 1796 prima farmacie montanistică din Banat;
- Simeon Mangiuca (1831 - 1890), folclorist român, membru de onoare (din 1890) al Academiei Române;
- Adolf Humborg⁠(en)[traduceți] (1847 - 1921), pictor;
- Kálmán Kerpely⁠(en)[traduceți] (1864 - 1940), agrochimist, academician;
- Iosif Siegescu (1873 - 1931), deputat de Oravița în Parlamentul de la Budapesta; a contribuit la înființarea liceului din localitate, în anul 1913;
- Ena Rottenberg (1893 - 1952), artist plastic;
- Kálmán Mihalik (1896 - 1922), compozitor, autorul imnului secuiesc;
- András Lévai (1908 - 2003), om de știință, membru al Academiei Maghiare de Științe;
- Virgiliu Dan Negrea (1942 - 2009), profesor universitar, membru titular al Academiei de Științe Tehnice din România;
- Florin Bătrânu (n. 1971), fotbalist.

## Galerie de imagini

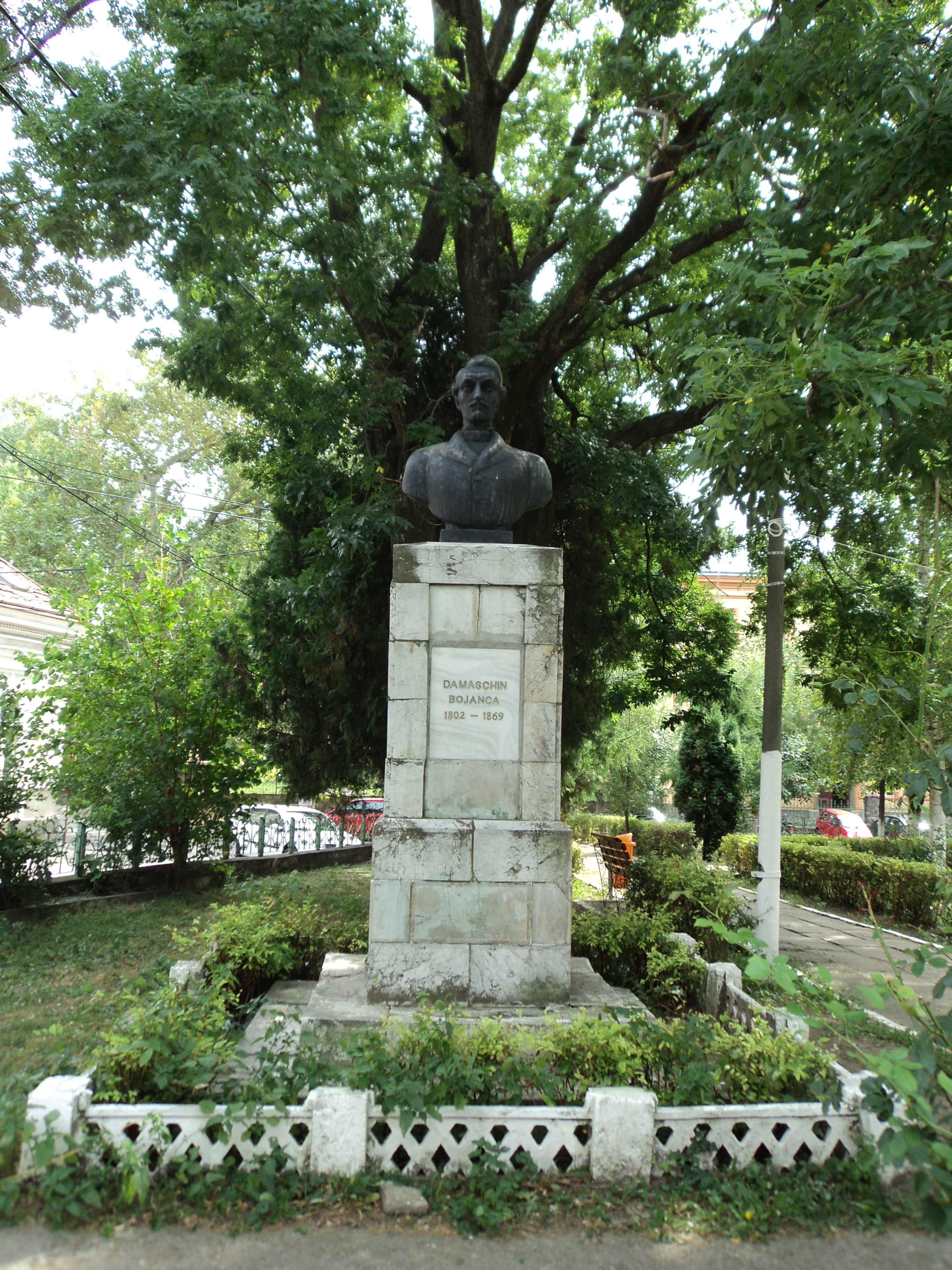
Bustul lui Damaschin Bojinca
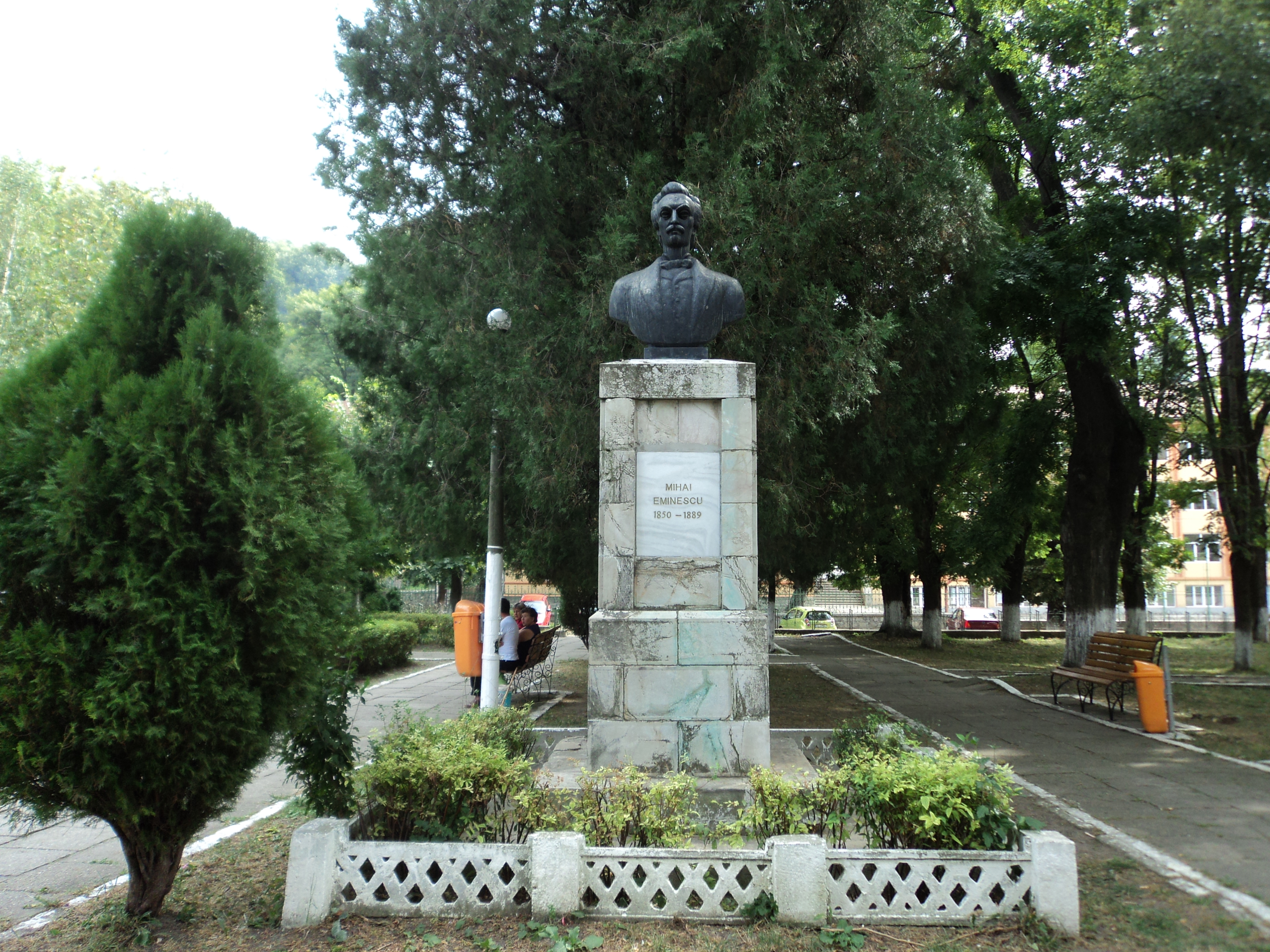
Bustul lui Mihai Eminescu
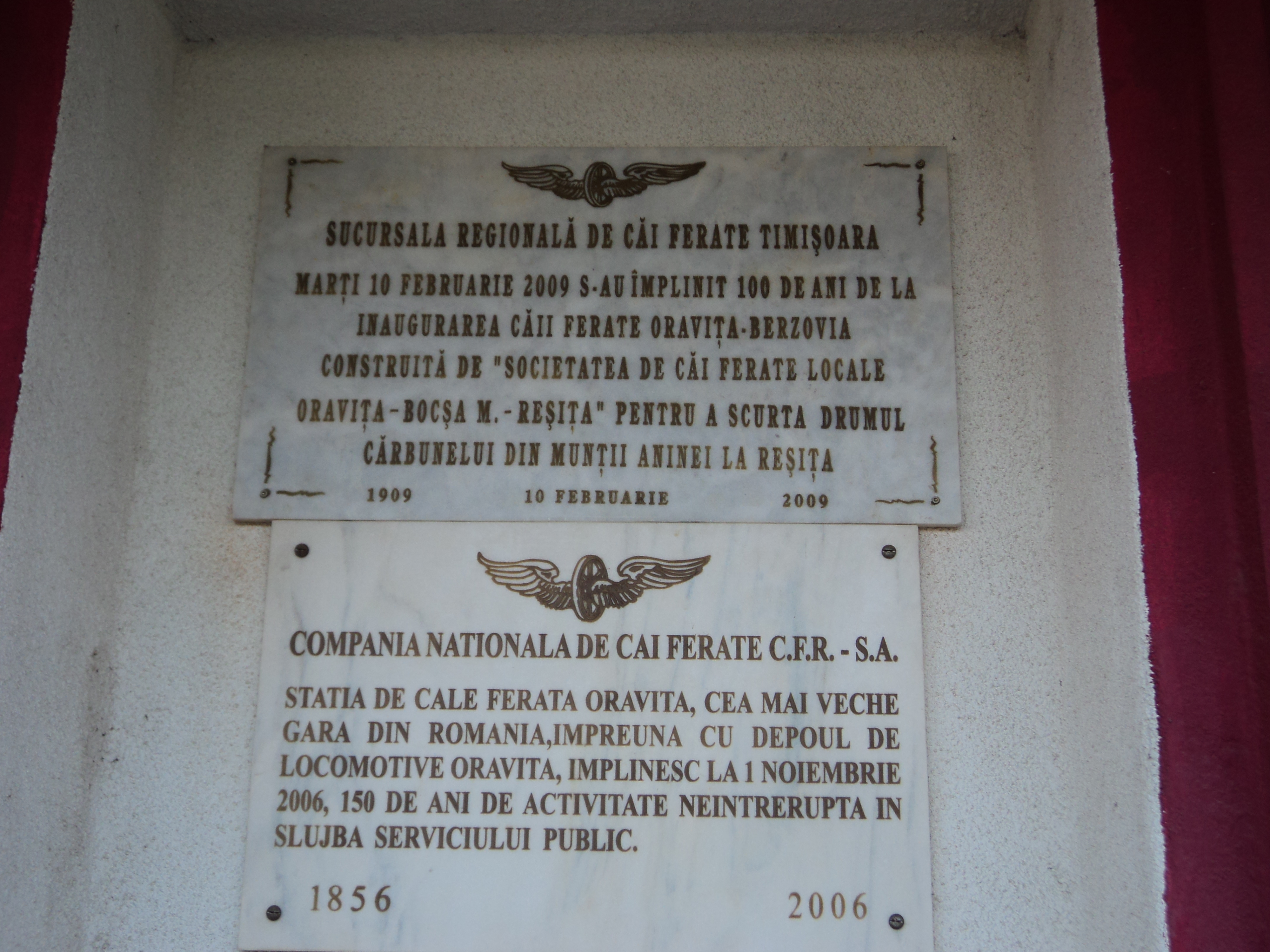
Placa de pe clădirea gării
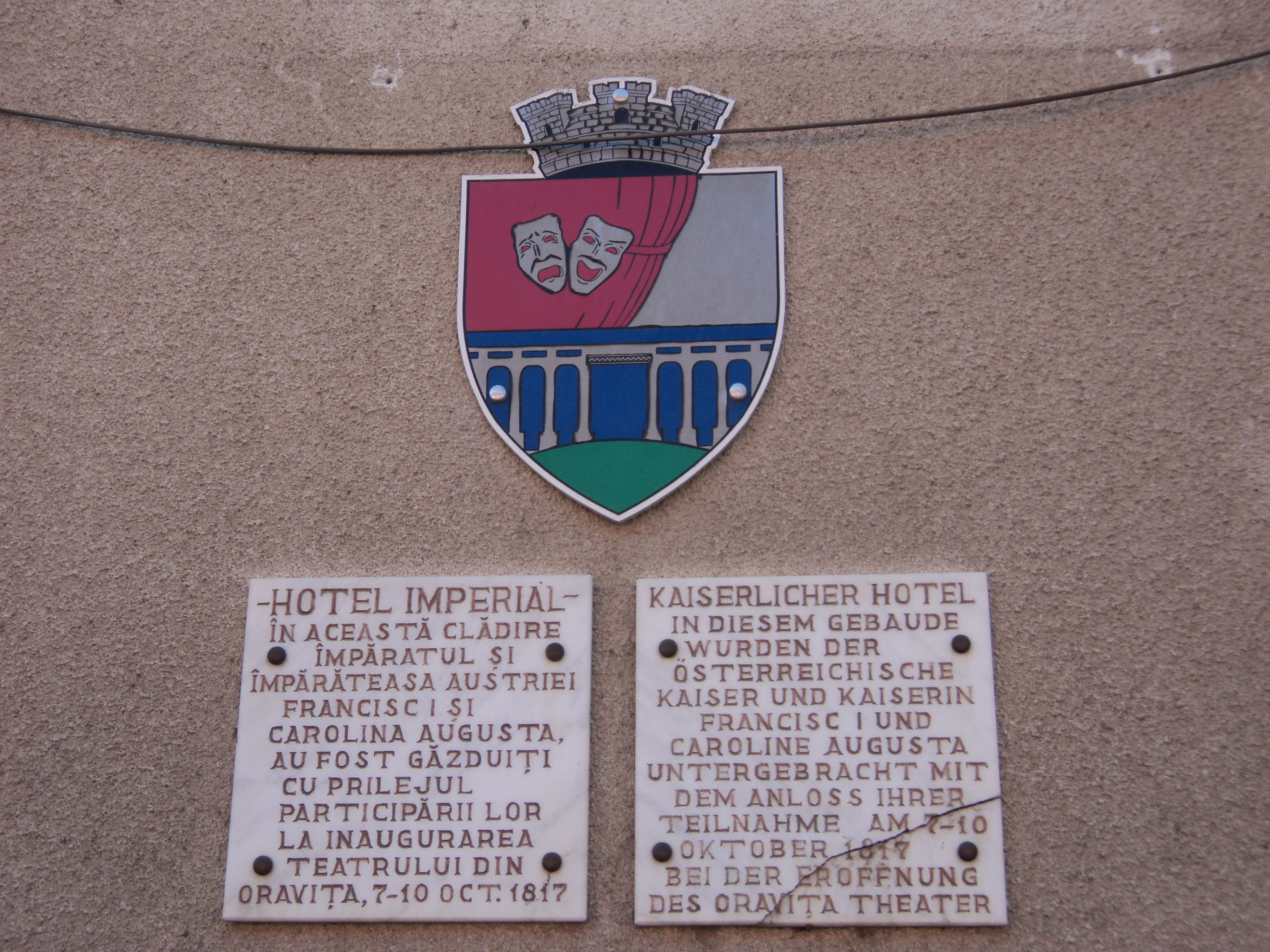
Placa de pe fostul Hotel Imperial